# Bistum Zhengzhou
Das Bistum Zhengzhou (lat.: Dioecesis Cemceuvensis) ist eine in der Volksrepublik China gelegene römisch-katholische Diözese mit Sitz in Zhengzhou. 

## Geschichte
Das Bistum Zhengzhou wurde am 15. Mai 1906 durch Papst Pius X. aus Gebietsabtretungen des Apostolischen Vikariates Henan als Apostolische Präfektur West-Henan errichtet. Die Apostolische Präfektur West-Henan wurde am 2. Mai 1911 durch Pius X. zum Apostolischen Vikariat erhoben. Das Apostolische Vikariat West-Henan wurde am 3. Dezember 1924 in Apostolisches Vikariat Zhengzhou umbenannt. Am 25. Mai 1929 gab das Apostolische Vikariat Zhengzhou Teile seines Territoriums zur Gründung der Apostolischen Präfektur Luoyang ab.
Das Apostolische Vikariat Zhengzhou wurde am 11. April 1946 durch Papst Pius XII. mit der Apostolischen Konstitution Quotidie Nos zum Bistum erhoben und dem Erzbistum Kaifeng als Suffraganbistum unterstellt.

## Ordinarien

### Apostolische Präfekten von West-Henan
- Luigi Calza SX, 1906–1911

### Apostolische Vikare von West-Henan
- Luigi Calza SX, 1911–1924

### Apostolische Vikare von Zhengzhou
- Luigi Calza SX, 1924–1944

### Bischöfe von Zhengzhou
- Faustino Tissot SX, 1946–1983
  - Sedisvakanz, 1983–2024
- Thaddeus Wang Yue-sheng, seit 2024